# Mistrovství Evropy v boxu 1971
XIX. mistrovství Evropy v boxu proběhlo v Palacio de Deportes v Madridu, Španělsko ve dnech 11. až 19. června 1971. Organizátorem turnaje mistrovství Evropy byla poprvé European Amateur Boxing Association (EABA) – EABA vznikla v roce 1967, ale exekutivní moc v rámci AIBA začala vykonávat od června 1970.

## Dopingové zkoušky
Poprvé na mistrovství Evropy se zavedly dopingové zkoušky. Před každým soutěžním dnem se vylosovali závodníci, kteří se podrobili dopingové zkoušce. 
Dopingovou zkouškou neprošlo několik závodníků, mimo jiné Jugoslávec Mate Parlov, východní Němec Manfred Wolke nebo Rumun Constantin Gruiescu – z největší pravděpodoností to bylo užití diuretik. Lekářská komise v čele s Britem J.L. Blonsteinem tyto přestupky podle všeho dále neřešila.

## Československá stopa
Závěrečná příprava probíhala v Krnově a byla prokládána melioračními pracemi a již tradičními lesními brigádami, letos v Karlovu pod Pradědem (9.–20. května). Přípravu vedl šéftrenér Zdeněk Horák se svými asistenty. V předběžné nominaci figurovali Karel Kašpar, Ľudovít Ivan, Petr Sommer, František Spišiak, Milan Somík a Karol Čúz. Soustředění reprezentace neprobíhala podle představ. Bylo problém dát dohromady závodníky na lepší výkonnostní (fyzické) úrovni. Kluby své závodníky nenutily k fyzické přípravě, protože na ligu jejich fyzička stačila a pro kluby bylo ekonomicky výhodné soustředit se na ligovou soutěž.
Celosvětový trend ve sportu se posunul k vrcholové přípravě a ten v Československu nezachytili. Několikadenní lesní brigády reprezentace na dohnání kondičního manka již nestačili. Úspěch reprezentace také začal narážet na velikost její výpravy tj. minimalistické náklady na potřeby reprezentantů. Delegovaný vedoucí výpravy často zastával funkci 
v mezinárodní organizaci a měl formálně jiné povinnosti než řešit potřeby týmu. Vše bylo na bedrech delegovaného trenéra. Velmi dobře tuto roli "vše v jednom, holka pro všechno" zvládal v minulosti Július Torma – trenér, funkcionář, dokonce závodník v jednom. Tyty mimořádné lidské schopnosti však nešlo požadovat od každého.
Vedoucí výpravy: Eduard Pospíšil, šéftrenér reprezentace: Zdeněk Horák, lékař: Ludvík Schmid, rozhodčí: Emil Sazama
Na mistrovství Evropy startovali za Československo 3 boxeři:
- −57 kg: Karel Kašpar (*1952) z TJ Rudá hvězda Pardubice
- −63,5 kg: Ľudovít Ivan (*1949) z TJ Spartak Dubnica nad Váhom
- +81 kg: Petr Sommer (*1947) z ASD Dukla Olomouc

## Výsledky
| Muži     | Zlato                          | Stříbro                 | Bronz                      | Bronz                     |
| -------- | ------------------------------ | ----------------------- | -------------------------- | ------------------------- |
| –48 kg   | György Gedó (HUN)              | Aurel Mihai (ROU)       | José Escudero (ESP)        | Roman Rożek (POL)         |
| –51 kg   | Juan Francisco Rodríguez (ESP) | Leszek Błażyński (POL)  | Neil McLaughlin (IRL)      | Constantin Gruiescu (ROU) |
| –54 kg   | Tibor Badari (HUN)             | Alexandr Melnikov (URS) | Aurel Dumitrescu (ROU)     | Michael Dowling (IRL)     |
| –57 kg   | Ryszard Tomczyk (POL)          | András Botos (HUN)      | Gabriel Pometcu (ROU)      | Brendan McCarthy (IRL)    |
| –60 kg   | Jan Szczepański (POL)          | Vasile Antoniu (ROU)    | László Orbán (HUN)         | Nikolaj Chromov (URS)     |
| –63,5 kg | Ulrich Beyer (GDR)             | Calistrat Cuțov (ROU)   | Michael Kingwell (ENG)     | Erik Sivebaeck (DEN)      |
| –67 kg   | János Kajdi (HUN)              | Manfred Wolke (GDR)     | Celal Sandal (TUR)         | Damiano Lassandro (ITA)   |
| –71 kg   | Valerij Tregubov (URS)         | Svetomir Belić (YUG)    | János Győrffy (ROU)        | Wiesław Rudkowski (POL)   |
| –75 kg   | Juozas Juocevičius (URS)       | Alec Năstac (ROU)       | Hans-Joachim Brauske (GDR) | Reima Virtanen (FIN)      |
| –81 kg   | Mate Parlov (YUG)              | Ottomar Sachse (GDR)    | Ralf Jensen (DEN)          | Horst Stump (ROU)         |
| +81 kg   | Vladimir Černyšov (URS)        | Peter Hussing (FRG)     | Leslie Stevens (ENG)       | Ludwik Denderys (POL)     |

## Medailová bilance
V boxu se rozdělilo celkem 11 sad medailí.
| Pořadí | Stát                                   |       | Muži    | Muži  | Muži | Celkem |
| Pořadí | Stát                                   | Zlato | Stříbro | Bronz |      | Celkem |
| ------ | -------------------------------------- | ----- | ------- | ----- | ---- | ------ |
| 1.     | Maďarská lidová republika (HUN)        |       | 3       | 1     | 1    | 5      |
| 1.     | Sovětský svaz (URS)                    |       | 3       | 1     | 1    | 5      |
| 3.     | Polsko (POL)                           |       | 2       | 1     | 3    | 6      |
| 4.     | Východní Německo (GDR)                 |       | 1       | 2     | 1    | 4      |
| 5.     | Jugoslávie (YUG)                       |       | 1       | 1     | 0    | 2      |
| 6.     | Španělský stát (ESP)                   |       | 1       | 0     | 1    | 2      |
| 7.     | Rumunská socialistická republika (ROU) |       | 0       | 4     | 5    | 9      |
| 8.     | Západní Německo (FRG)                  |       | 0       | 1     | 0    | 1      |
| 9.     | Irsko (IRL)                            |       | 0       | 0     | 3    | 3      |
| 10.    | Dánsko (DEN)                           |       | 0       | 0     | 2    | 2      |
| 10.    | Anglie (ENG)                           |       | 0       | 0     | 2    | 2      |
| 12.    | Turecko (TUR)                          |       | 0       | 0     | 1    | 1      |
| 12.    | Finsko (FIN)                           |       | 0       | 0     | 1    | 1      |
| 12.    | Itálie (ITA)                           |       | 0       | 0     | 1    | 1      |
| Celkem | Celkem                                 |       | 11      | 11    | 22   | 44     |